# Pfarrkirche Berg (Niederösterreich)

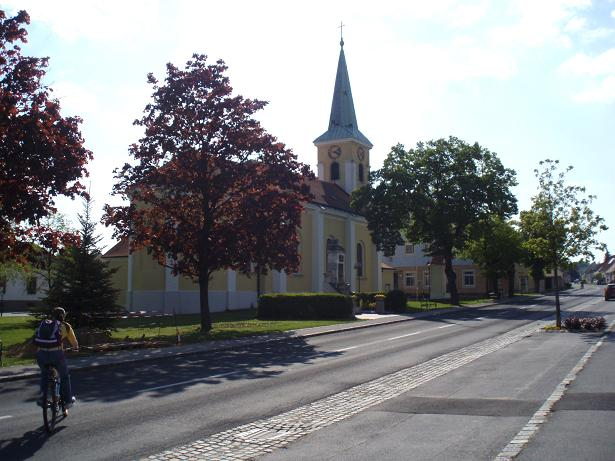
Katholische Pfarrkirche hl. Anna in Berg

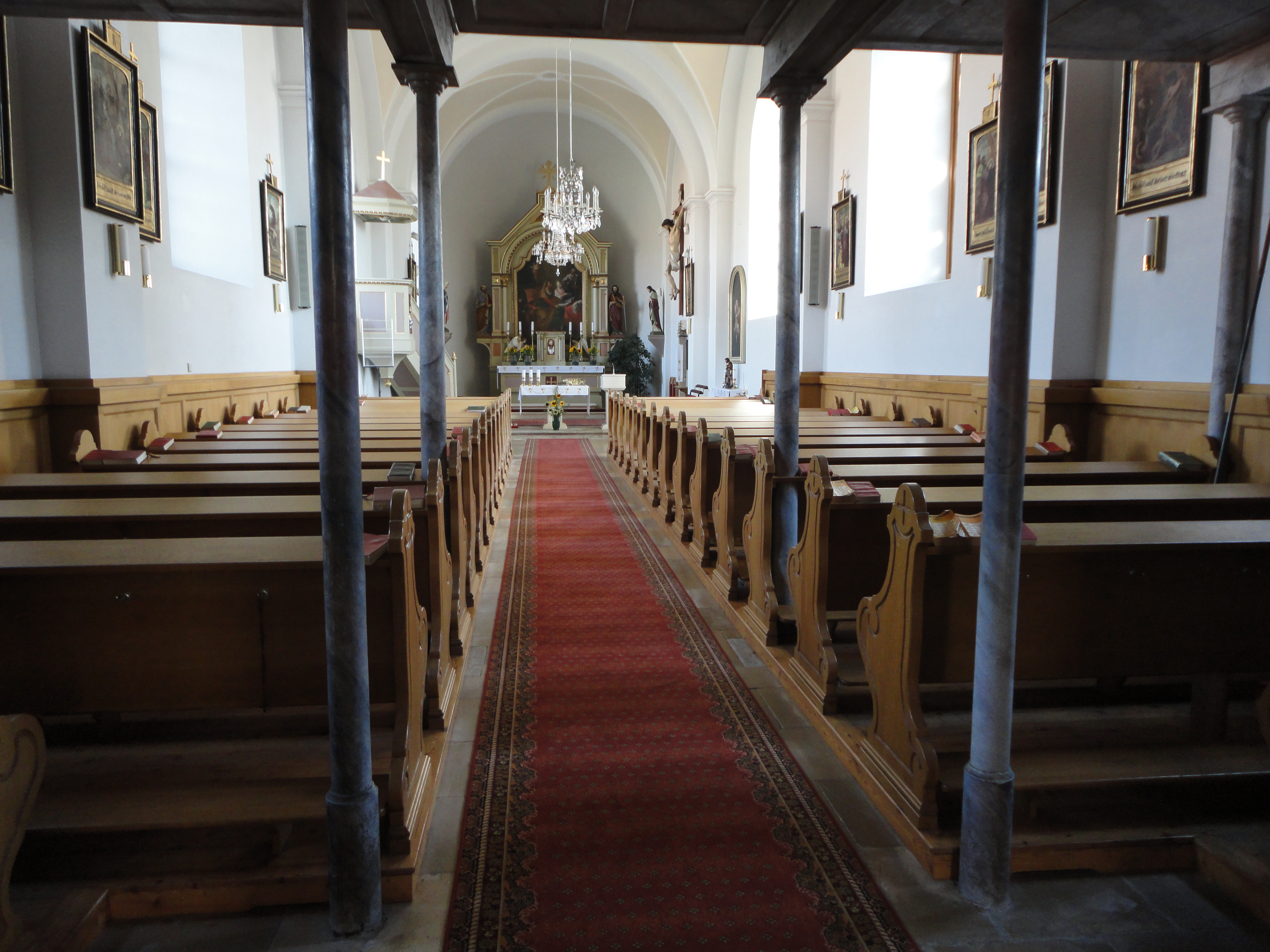
Langhaus, Blick zum Chor

Die römisch-katholische Pfarrkirche Berg steht in der Mitte des Angers in der Gemeinde Berg im Bezirk Bruck an der Leitha in Niederösterreich. Die dem Patrozinium hl. Anna unterstellte Pfarrkirche gehört zum Dekanat Hainburg in der Erzdiözese Wien. Die Kirche steht unter Denkmalschutz (Listeneintrag).

## Geschichte
Urkundlich wurde im Anfang des 14. Jahrhunderts eine Kirche genannt. 1429 war die Kirche eine Filiale von Hainburg. Die ehemalige erhöht über dem Ort gelegene Pfarrkirche Hll. Peter und Paul wurde 1773 ruinös genannt und 1787 abgetragen. Unter Verwendung eines mittelalterlichen Restes einer Vorgängerkirche wurde die heutige Kirche 1748 erbaut und 1783 zur Pfarrkirche erhoben. Die Kirche wurde 1864 baulich erweitert.

## Architektur
Das rechteckige Langhaus zeigt Strebepfeiler und Rundbogenfenster. Der dreigeschoßige Turm mit einer mittelalterlichen Eckquadrierung hat über dem ersten Geschoß ein erhaltenes gekehltes gotisches Gesims. Das profilierte rundbogige Westportal am Turm nennt 1789 und 1864. Die Obergeschoße des Turmes zeigen eine Eckpilastergliederung und rundbogige Schallfenster, ein barockes Ziffernblatt und einen verblechten Spitzhelm.
Das Kircheninnere zeigt sich mit einem vierjochigen Langhaus mit Kreuzgratgewölben über Wandpfeilern mit einer halbkreisförmigen Apsis. Die Westempore ist aus Holz.

## Ausstattung
Die Altäre entstanden um 1900. Der Hochaltar mit einem Ädikulaaufbau zeigt das Bild Unterweisung Mariä aus dem Umkreis von Martin Johann Schmidt aus der zweiten Hälfte des 18. Jahrhunderts und trägt die neugotischen seitlichen Figuren Hll. Peter und Paul. Der Seitenaltar zeigt das Bild Maria mit Kind. Die schlichte Holzkanzel entstand 1900.
Es gibt ein großes Kruzifix aus der ersten Hälfte des 18. Jahrhunderts. Der Taufstein nennt 1723.
Die Orgel hat ein dreiteiliges Gehäuse. Eine Glocke nennt Johann A. Christelly 1763.